# Artturi Similä

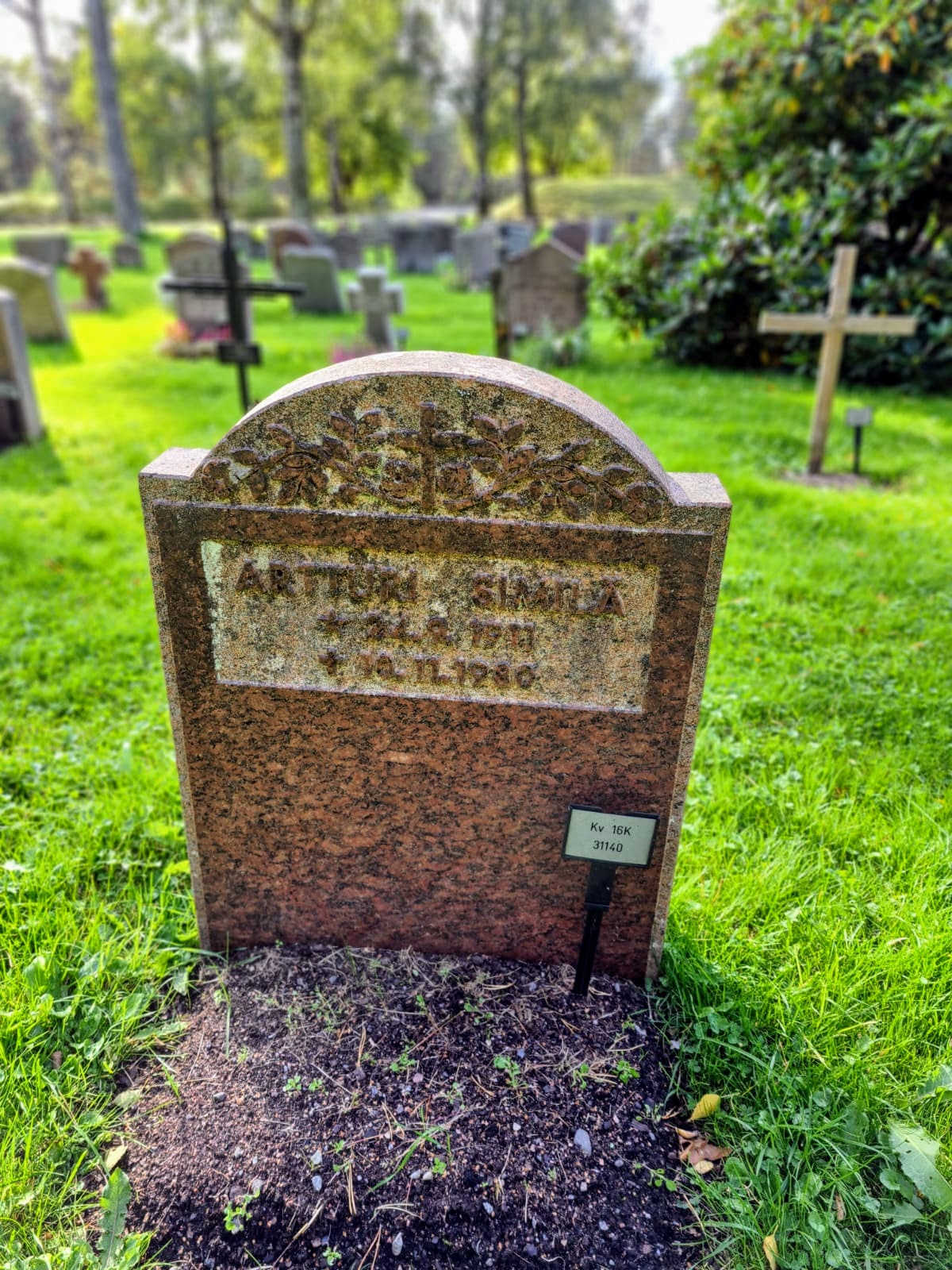
Artturi Similäs gravvård på Skogskyrkogården, Gamla Enskede, Stockholms kommun.

Artturi Edvard Similä, född 24 september 1911 i Karleby, död 10 november 1980, var en sverigefinsk meteorolog, författare och politisk aktivist.
Similä verkade som meteorolog i Finland 1937–1945 och kom till Sverige det sistnämnda året. Han fortsatte att vara meteorolog i Sverige fram till 1976. Mellan 1961 och 1968 upprätthöll han en docentur i meteorologi vid Uppsala universitet. Hans specialitet var långsiktiga prognoser och han var en föregångsman inom området i Sverige. TV och radio gjorde honom känd som "väderprofeten" bland den svenska allmänheten.
År 1967 förlorade han konkurrensen om en lektorstjänst och övergick därefter till annan verksamhet. Han blev till att börja med det finsk-svenska utbildningsrådets sekreterare (1967–1978). Dess övergripande uppgift var att verka för undervisning i finska på grundskolenivån. Redan i slutet av 1970-talet förespråkade han minoritetsstatus för sverigefinnarna. Inom RSKL betraktades idén med skepsis eftersom denna uppfattades som alltför radikal. I slutet av 1960-talet verkade han för bildandet av ett minoritetsparti, och är därmed att betrakta som en pionjär inom området. Försöket misslyckades dock. I sin strävan efter status som etnisk minoritet åt finnarna jämförde han deras ställning i det svenska samhället med de svartas i USA. Vit neger ("Valkoinen neekeri") blev ett begrepp förknippat med Similä och de finska invandrarnas sociala problem.
Similä grundade flera sverigefinska föreningar, satt i kyrkorådet för Stockholms finska församling, var ordförande för Stockholms finska förening 1964–1975 och vice ordförande i RSKL 1965–1970. Han förlorade striden om ordförandeposten 1970 till socialdemokraten Osmo Hormia. Själv hade Similä en borgerlig grundsyn och var nationalistisk i sin framtoning. 
Suomitalo är ett minnesmärke över hans minoritetspolitiska verksamhet i Sverige. Han var dess stiftelses vice ordförande 1970–80.
Han är begravd på Skogskyrkogården i södra Stockholm.